# 蔗茅
蔗茅（学名：Erianthus rufipilus）为禾本科蔗茅属下的一个种。